# Lion Man – Die Todeskralle aus Istanbul
Lion Man – Die Todeskralle aus Istanbul ist ein türkischer Actionfilm aus dem Jahr 1975. Der Film wurde vom Regisseur Natuk Baytan gedreht und erschien 1975 in der Türkei in den Kinos.

## Inhalt
Süleyman Şah siegt im Kampf gegen die Byzantiner. Kumandan Antuan will sich an Süleyman Şah rächen, obwohl Süleyman faire Bedingungen hat. Antuans Armee bringen Süleyman und seine Gefolgsleute um und die schwangere Frau von Süleyman kann fliehen. Das Kind wird von einer Löwin gefunden und aufgezogen. Süleymans Sohn ist zu einem starken Mann herangewachsen und will sein Volk von Antuan befreien.

## Veröffentlichung
Der Film erschien 1975 in den türkischen Kinos. Am 28. November 1992 wurde der Film in Deutschland indiziert. Am 27. November 2017 fand die Listenstreichung statt. Am 31. Januar 2020 erschien der Film von MT Trading in einer ungekürzten Fassung mit der Altersfreigabe "keine Jugendfreigabe".

## Synchronisation
| Figur                     | Schauspieler    | Deutscher Synchronsprecher |
| ------------------------- | --------------- | -------------------------- |
| Süleyman Şah, Kılıç Aslan | Cüneyt Arkın    | Manfred Reddemann          |
| Rüstem Bey                | Reha Yurdakul   | Rolf Jülich                |
| Altar                     | Cemil Şahbaz    | Rüdiger Schulzki           |
| Kumandan Antuan           | Yıldırım Gencer | Wolfgang Draeger           |
| Ayla                      | Bahar Erdeniz   |                            |
| Prinzessin Maria          | Aynur Aydan     |                            |
| Zıpzıp                    | Necdet Kökeş    |                            |